# Валвестино
Валвестино (итал. Valvestino) је насеље у Италији у округу Бреша, региону Ломбардија.
Према процени из 2011. у насељу је живело 287 становника. Насеље се налази на надморској висини од 658 м.

## Становништво
| 1951. | 1961. | 1971. | 1981. | 1991. | 2001. | 2011. |
| ----- | ----- | ----- | ----- | ----- | ----- | ----- |
| 986   | 942   | 665   | 498   | 375   | 287   | 212   |